# Daniel Comboni
Svatý Daniel Comboni (15. března 1831, Limone sul Garda – 10. října 1881, Chartúm) MCCI byl italský římskokatolický duchovní, působící jako misionář v Súdánu, zakladatel řeholních řádů komboniánů a misionářek černochů, apoštolský vikář v Chartúmu a biskup katolické církve v dnešním Súdánu.

## Život

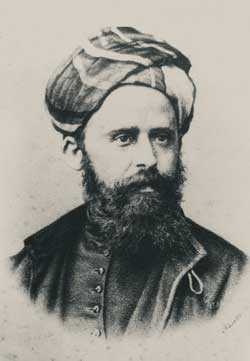
Fotografie D. Comboniho s tureckým turbanem (1873)

Daniel Comboni se narodil 15. března 1831 v Limone sul Garda v italské Brescii jako čtvrtý z osmi dětí. Jeho rodiče Domenica a Luigi Comboniovi se věnovali pěstování citronovníků ve službách místního šlechtice. Během dospívání odešel do Verony, kde mohl navštěvovat církevní školu dona Mazza pro děti z nemajetných rodin. Při studiu se setkal s africkým misionářem Angelem Vincem, absolventem školy dona Mazza, který přišel žádat o posily při evangelizaci. Daniel ucítil povolání ke kněžství a touhu stát se misionářem v Africe. To jej motivovalo ke studiu filosofie a teologie. Osvojil si i základy ošetřovatelství. 31. prosince 1854 přijal kněžské svěcení od bl. Johanna Nepomuka von Tschiderera a roku 1857 odjel ve skupině misionářů do Afriky.

### Setkání s realitou misií
Rodiče nebyli jeho rozhodnutím nadšeni. V jednom dopise matce napsal: "Kdybys uzřela veškerou bídu této země, dala bys Bohu ne jednoho syna, ale sto." Po čtyřech měsících cesty dorazila misionářská skupina do Chartúmu. Bydleli v hliněných chatrčích, sami si pekli chleba a vyráběli nábytek. Přitom se učili jazyku kmene Dinka. Ihned po příjezdu byl Daniel Comboni konfrontován s krutou realitou misionářské stanice Svatého Kříže. Musel se vyrovnat s nemocemi, chudobou a vysokou úmrtností spolubratrů. Tyto nesnesitelné podmínky přiměly misionáře k návratu do Itálie. V Itálii Comboni promýšlel novou misijní taktiku. Ve svém plánu navrhl přípravu domorodých misionářů a spolupráci s dalšími kongregacemi působícími v Africe.
Papež bl. Pius IX. projekt přijal. Petici za evangelizaci afrického kontinentu navíc podepsalo 70 církevních hodnostářů během I. vatikánského koncilu.

### Úsilí o evangelizaci střední Afriky
Daniele Comboni se pustil do rozsáhlé kampaně, ve které oslovoval evropské panovníky, biskupy, šlechtu i prostý lid a snažil se je přimět k většímu zájmu o střední Afriku. Začal také vydávat misijní časopis. Roku 1867 založil Institut misionářů komboniánů a o pět let později ženskou kongregaci sester misionářek komboniánek. Do misií se sám Comboni vrátil v roce 1873. Poskytoval azyl otrokům, kterým se podařilo utéct ze zajetí. Misionáři jim poté poskytovali vzdělání. Z jejich řad pocházel např. kněz Daniel Sorur, osobnost domorodé církve.
2. června 1877 byl Comboni jmenován apoštolským vikářem pro střední Afriku a vysvěcen na biskupa. Zemřel 10. října 1881 v Chartúmu.

## Kanonizační proces
Daniele Comboni byl prohlášen za blahoslaveného 17. března 1996 papežem sv. Janem Pavlem II. a svatořečen roku 2003 po potvrzení druhého zázraku. 